# Альберто Бомбассей
Альберто Бомбассей (італ. Alberto Bombassei, нар. жовтень 1940 року) — італійський бізнесмен-мільярдер, голова та президент Brembo, італійського виробника автомобільних гальмівних систем.   Він контролює 53,5% Brembo. 

## Біографія
Він народився 1940 року у місті Віченці (Італія).  Його батько Еміліо Бомбассей був співзасновником Brembo в 1961 році з Італо Бредою, а в 1975 році Енцо Феррарі попросив компанію надати гальмівні системи для його гоночних автомобілів Формули-1.
Він одружений. Має двох дітей, живе в Бергамо, Італія.
У 2013 році Бомбассей був обраний депутатом серед лав партії «Громадянський вибір» і пропрацював до 2018 року. Станом на вересень 2020 року він є членом італійського Інституту Аспена.